# 2020-as maláj TCR-szezon
A 2020-as maláj TCR-szezon a maláj TCR-bajnokság második évada volt. A bajnokság január 18-án vette kezdetét Sepang International Circuit versenypályán és szintén ott ért véget március 1-én. A bajnokságot Luca Engstler nyerte meg.

## Csapatok és versenyzők
A bajnokság résztvevői Yokohama abroncsokkal teljesítették a szezont.
| Csapat                   | Autó                         | #   | Versenyző      | Kategória | Fordulók |
| ------------------------ | ---------------------------- | --- | -------------- | --------- | -------- |
| Hyundai Team Engstler    | Hyundai i30 N TCR            | 1   | Luca Engstler  |           | összes   |
| Hyundai Team Engstler    | Hyundai i30 N TCR            | 2   | Nicolas Gruber |           | 1−2      |
| Hyundai Team Engstler    | Hyundai i30 N TCR            | 27  | Mitchell Cheah |           | 3        |
| Hyundai Team Engstler    | Hyundai i30 N TCR            | 777 | Declan Fraser  |           | 1        |
| Viper Niza Racing        | CUPRA León TCR               | 3   | Freddie Ang    |           | 1, 3     |
| Viper Niza Racing        | CUPRA León TCR               | 36  | Gilbert Ang    |           | összes   |
| Viper Niza Racing        | CUPRA León TCR               | 65  | Douglas Khoo   | Cup       | összes   |
| KCMG                     | Honda Civic Type R TCR (FK8) | 8   | Tommy Ku       | Cup       | 2−3      |
| Teamwork Huff Motorsport | Audi RS 3 LMS TCR            | 33  | Jang Hszi      | Cup       | 1        |
| Solite Indigo Racing     | Hyundai i30 N TCR            | 97  | Kim Jinsoo     |           | 3        |
| Solite Indigo Racing     | Hyundai i30 N TCR            | 99  | Josh Files     |           | 2        |
| Solite Indigo Racing     | Hyundai Veloster N TCR       | 99  | Josh Files     | 3         |          |
| Brutal Fish Racing Team  | Honda Civic Type R TCR (FK8) | 123 | Daniel Lloyd   |           | összes   |

## Versenynaptár
A 2020-as versenynaptárat 2019 júliusában jelentették be.
| Verseny | Verseny | Pálya                                      | Pályarajz   | Dátum                                                    | Fő esemény |
| ------- | ------- | ------------------------------------------ | ----------- | -------------------------------------------------------- | ---------- |
| 1       | 1       | Sepang International Circuit, Kuala Lumpur |             | január 18.                                               |            |
| 1       | 2       | Sepang International Circuit, Kuala Lumpur |             | január 18.                                               |            |
| 2       | 3       | Sepang International Circuit, Kuala Lumpur | február 15. | ázsiai Formula–3-as téli bajnokság ázsiai Le Mans széria |            |
| 2       | 4       | Sepang International Circuit, Kuala Lumpur | február 15. | ázsiai Formula–3-as téli bajnokság ázsiai Le Mans széria |            |
| 3       | 5       | Sepang International Circuit, Kuala Lumpur | március 1.  |                                                          |            |
| 3       | 6       | Sepang International Circuit, Kuala Lumpur | március 1.  |                                                          |            |

## Összefoglaló
| Verseny | Verseny | Helyszín                                   | Pole-pozíció  | Leggyorsabb kör | Győztes        | Győztes                 | Listavezető   | Előny |
| Verseny | Verseny | Helyszín                                   | Pole-pozíció  | Leggyorsabb kör | versenyző      | csapat                  | Listavezető   | Előny |
| ------- | ------- | ------------------------------------------ | ------------- | --------------- | -------------- | ----------------------- | ------------- | ----- |
| 1       | 1       | Sepang International Circuit, Kuala Lumpur | Luca Engstler | Daniel Lloyd    | Luca Engstler  | Hyundai Team Engstler   | Daniel Lloyd  | 4     |
| 1       | 2       | Sepang International Circuit, Kuala Lumpur |               | Luca Engstler   | Nicolas Gruber | Hyundai Team Engstler   | Daniel Lloyd  | 4     |
| 2       | 3       | Sepang International Circuit, Kuala Lumpur | Daniel Lloyd  | Luca Engstler   | Luca Engstler  | Hyundai Team Engstler   | Daniel Lloyd  | 21    |
| 2       | 4       | Sepang International Circuit, Kuala Lumpur |               | Luca Engstler   | Daniel Lloyd   | Brutal Fish Racing Team | Daniel Lloyd  | 21    |
| 3       | 5       | Sepang International Circuit, Kuala Lumpur | Luca Engstler | Daniel Lloyd    | Luca Engstler  | Hyundai Team Engstler   | Luca Engstler | 0     |
| 3       | 6       | Sepang International Circuit, Kuala Lumpur |               | Mitchel Cheah   | Luca Engstler  | Hyundai Team Engstler   | Luca Engstler | 0     |

## A bajnokság végeredménye

### Pontrendszer
- Időmérő edzés:

| Helyezés | 1. | 2. | 3. | 4. | 5. |
| -------- | -- | -- | -- | -- | -- |
| Pont     | 5  | 4  | 3  | 2  | 1  |

- Versenyek:

| Helyezés | 1. | 2. | 3. | 4. | 5. | 6. | 7. | 8. | 9. | 10. |
| -------- | -- | -- | -- | -- | -- | -- | -- | -- | -- | --- |
| Pont     | 25 | 18 | 15 | 12 | 10 | 8  | 6  | 4  | 2  | 1   |

### Versenyzők
(1–5 az időmérő edzésen elért pozíció; Félkövér: pole-pozíció, dőlt: leggyorsabb kör, a színkódokról részletes információ itt található)
| Helyezés | Versenyző      | SEP1 | SEP1 | SEP2 | SEP2 | SEP3 | SEP3 | Pont |
| -------- | -------------- | ---- | ---- | ---- | ---- | ---- | ---- | ---- |
| 1        | Luca Engstler  | 1    | 7    | 1    | Ki   | 1    | 1    | 121  |
| 2        | Daniel Lloyd   | 2    | 2    | 2    | 1    | 2    | 4    | 121  |
| 3        | Gilbert Ang    | 3    | 3    | 3    | 2    | 45   | 5    | 89   |
| 4        | Josh Files     |      |      | 4    | 3    | 74   | 2    | 55   |
| 5        | Nicolas Gruber | Ki   | 1    | 53   | 4    |      |      | 50   |
| 6        | Douglas Khoo   | 6    | 8    | 65   | 5    | 8    | 8    | 39   |
| 7        | Freddie Ang    | 45   | 5    |      |      | 6    | 7    | 37   |
| 8        | Mitchel Cheah  |      |      |      |      | 3    | 3    | 33   |
| 9        | Declan Fraser  | 74   | 4    |      |      |      |      | 20   |
| 10       | Jang Hszi      | 5    | 6    |      |      |      |      | 18   |
| 11       | Kim Jinsoo     |      |      |      |      | 5    | 6    | 18   |
| 12       | Tommy Ku       |      |      | 7    | 6    | Ki   | Ki   | 14   |
| Helyezés | Versenyző      | SEP1 | SEP1 | SEP2 | SEP2 | SEP3 | SEP3 | Pont |

### Cup kategória
| Helyezés | Versenyző    | SEP1 | SEP1 | SEP2 | SEP2 | SEP3 | SEP3 | Pont |
| -------- | ------------ | ---- | ---- | ---- | ---- | ---- | ---- | ---- |
| 1        | Douglas Khoo | 61   | 8    | 61   | 5    | 81   | 8    | 151  |
| 2        | Jang Hszi    | 52   | 6    |      |      |      |      | 54   |
| 3        | Tommy Ku     |      |      | 72   | 6    | Ki   | Ki   | 40   |
| Helyezés | Versenyző    | SEP1 | SEP1 | SEP2 | SEP2 | SEP3 | SEP3 | Pont |

### Csapatok
| Helyezés                                       | Versenyző                | SEP1 | SEP1 | SEP2 | SEP2 | SEP3 | SEP3 | Pont |
| ---------------------------------------------- | ------------------------ | ---- | ---- | ---- | ---- | ---- | ---- | ---- |
| 1                                              | Hyundai Team Engstler    | 1    | 1    | 1    | 4    | 1    | 1    | 220  |
| 1                                              | Hyundai Team Engstler    | 74   | 4    | 53   | Ret  | 3    | 3    | 220  |
| 2                                              | Viper Niza Racing        | 3    | 3    | 35   | 2    | 45   | 5    | 145  |
| 2                                              | Viper Niza Racing        | 45   | 5    | 6    | 5    | 6    | 7    | 145  |
| 3                                              | Brutal Fish Racing Team  | 2    | 2    | 2    | 1    | 2    | 4    | 121  |
| 4                                              | Solite Indigo Racing     |      |      | 4    | 3    | 54   | 2    | 73   |
| 4                                              | Solite Indigo Racing     |      |      |      |      | 7    | 6    | 73   |
| 5                                              | Teamwork Huff Motorsport | 5    | 6    |      |      |      |      | 18   |
| Csapatok, amelyek nem jogosultak pontszerzésre |                          |      |      |      |      |      |      |      |
| -                                              | KCMG                     |      |      | 7    | 6    | Ki   | Ki   | 0    |
| Helyezés                                       | Versenyző                | SEP1 | SEP1 | SEP2 | SEP2 | SEP3 | SEP3 | Pont |

## Külső hivatkozások
- A TCR maláj széria honlapja Archiválva 2021. január 28-i dátummal a Wayback Machine-ben